# Tom Vander Beken
Tom Vander Beken (* 1968) ist ein belgischer Rechtswissenschaftler und Kriminologe, der als Professor an der Universität Gent forscht und lehrt. Zudem ist er Direktor des dortigen Institute for International Research on Criminal Policy (IRCP). 2018/19 amtierte er als Präsident der European Society of Criminology (esc).
Vander Beken hat Master-Abschlüsse in Jura (1991) und Kriminologie (1992) und wurde 1999 mit einer Arbeit über die Verfolgung internationaler Verbrechen promoviert.

## Schriften (Auswahl)
- Als Herausgeber mit Tom Daems: Privatising punishment in Europe? Routledge/Taylor & Francis Group, London/New York 2018, ISBN 978-1-138-28417-3.
- Als Herausgeber: The European waste industry and crime vulnerabilities. Maklu, Antwerpen 2007, ISBN 90-466-0105-6.
- Als Herausgeber: European organised crime scenarios for 2015. Maklu, Antwerpen 2006, ISBN 90-466-0027-0.
- Als Herausgeber: Organised crime and vulnerability of economic sectors. The European transport and music sector. Maklu, Antwerpen 2005, ISBN 90-6215-820-X.